# Franck Grandel
Franck Grandel (ur. 17 marca 1978 w Pointe-à-Pitre) – piłkarz gwadelupski występował na pozycji bramkarza.

## Kariera klubowa
Grandel urodził się w Gwadelupie. Karierę piłkarską rozpoczął we Francji, w klubie FC Mulhouse. W 1999 roku odszedł z niego do Besançon RC i do 2001 roku grał w nim w trzeciej lidze Francji. Następnym klubem Grandela w karierze był FC Libourne-Saint-Seurin i występował w nim przez 2 lata w czwartej lidze francuskiej.
W 2003 roku Grandel przeszedł do greckiego pierwszoligowca, Skody Ksanti. Zadebiutował w nim 24 sierpnia 2003 w przegranym 0:1 wyjazdowym meczu z Panathinaikosem. W Skodzie grał przez sezon.
W 2004 roku Grandel wrócił do Francji i został zawodnikiem drugoligowego Troyes AC. W 2005 roku odszedł z Troyes do holenderskiego FC Utrecht. W Eredivisie swój debiut zanotował 14 sierpnia 2008 w wyjazdowym spotkaniu z NEC Nijmegen (0:0). Piłkarzem Utrechtu był przez 3 sezony. Rywalizował w nim o miejsce w składzie z Joostem Terolem, a następnie z Michelem Vormem.
W sezonie 2008/2009 Grandel nie grał w żadnym klubie z powodu kontuzji. Następnie latem 2009 podpisał kontrakt z Dijon FCO. Zadebiutował w nim 27 października 2009 w meczu z AC Arles-Avignon (0:0). W 2011 roku awansował z Dijonem z Ligue 2 do Ligue 1, po czym odszedł z klubu na wolny transfer. W styczniu 2012 został zawodnikiem czwartoligowego USL Dunkerque, z którym w sezonie 2012/2013 awansował do trzeciej ligi. Następnie przeszedł do drugoligowego Troyes AC. W sezonie 2015/2016 zespół Troyes uczestniczył w rozgrywkach pierwszej ligi, jednak Grandel nie zagrał w nich ani razu. W styczniu 2017 został wypożyczony do trzecioligowego US Boulogne. Po sezonie 2016/2017 zakończył karierę.
| Sezon   | Klub                     | Kraj     | Rozgrywki     | Mecze | Bramki |
| ------- | ------------------------ | -------- | ------------- | ----- | ------ |
| 1998/99 | FC Mulhouse              | Francja  | National      | 0     | 0      |
| 1999/00 | Besançon RC              | Francja  | National      | 6     | 0      |
| 2000/01 | Besançon RC              | Francja  | National      | 9     | 0      |
| 2001/02 | FC Libourne-Saint-Seurin | Francja  | CFA           | 33    | 0      |
| 2002/03 | FC Libourne-Saint-Seurin | Francja  | CFA           | 31    | 0      |
| 2003/04 | Skoda Ksanti             | Grecja   | Alpha Ethniki | 16    | 0      |
| 2004/05 | Troyes AC                | Francja  | Ligue 2       | 22    | 0      |
| 2005/06 | FC Utrecht               | Holandia | Eredivisie    | 11    | 0      |
| 2006/07 | FC Utrecht               | Holandia | Eredivisie    | 1     | 0      |
| 2007/08 | FC Utrecht               | Holandia | Eredivisie    | 15    | 0      |
| 2009/10 | Dijon FCO                | Francja  | Ligue 2       | 6     | 0      |
| 2010/11 | Dijon FCO                | Francja  | Ligue 2       | 2     | 0      |
| 2011/12 | USL Dunkerque            | Francja  | CFA           | 16    | 0      |
| 2012/13 | USL Dunkerque            | Francja  | CFA           | 30    | 0      |
| 2013/14 | USL Dunkerque            | Francja  | National      | 1     | 0      |
| 2013/14 | Troyes AC                | Francja  | Ligue 2       | 2     | 0      |
| 2014/15 | Troyes AC                | Francja  | Ligue 2       | 0     | 0      |
| 2015/16 | Troyes AC                | Francja  | Ligue 1       | 0     | 0      |
| 2016/17 | Troyes AC                | Francja  | Ligue 2       | 0     | 0      |
| 2016/17 | US Boulogne              | Francja  | National      | 1     | 0      |

## Kariera reprezentacyjna
W reprezentacji Gwadelupy Grandel zadebiutował w 2007 roku. W tym samym roku został powołany do kadry na Złoty Puchar CONCACAF 2007, na którym Gwadelupa dotarła do półfinału. Grandel, który został wybrany Najlepszym Bramkarzem tego turnieju rozegrał 5 meczów: z Haiti (1:1), z Kanadą (2:1), z Kostaryką (0:1), ćwierćfinale z Hondurasem (2:1) i półfinale z Meksykiem (0:1).
W 2009 roku Grandel nie wystąpił w Złotym Pucharze CONCACAF z powodu kontuzji. W 2011 roku znalazł się w kadrze Gwadelupy na Złoty Puchar CONCACAF 2011.